# Ponte Khaju
Il  ponte Khaju (Persiano: پل خواجو  Pol-e Khāju) è un ponte sul fiume Zaiandè a Isfahan, in Iran. È stato descritto come il più bello della città.

## Storia

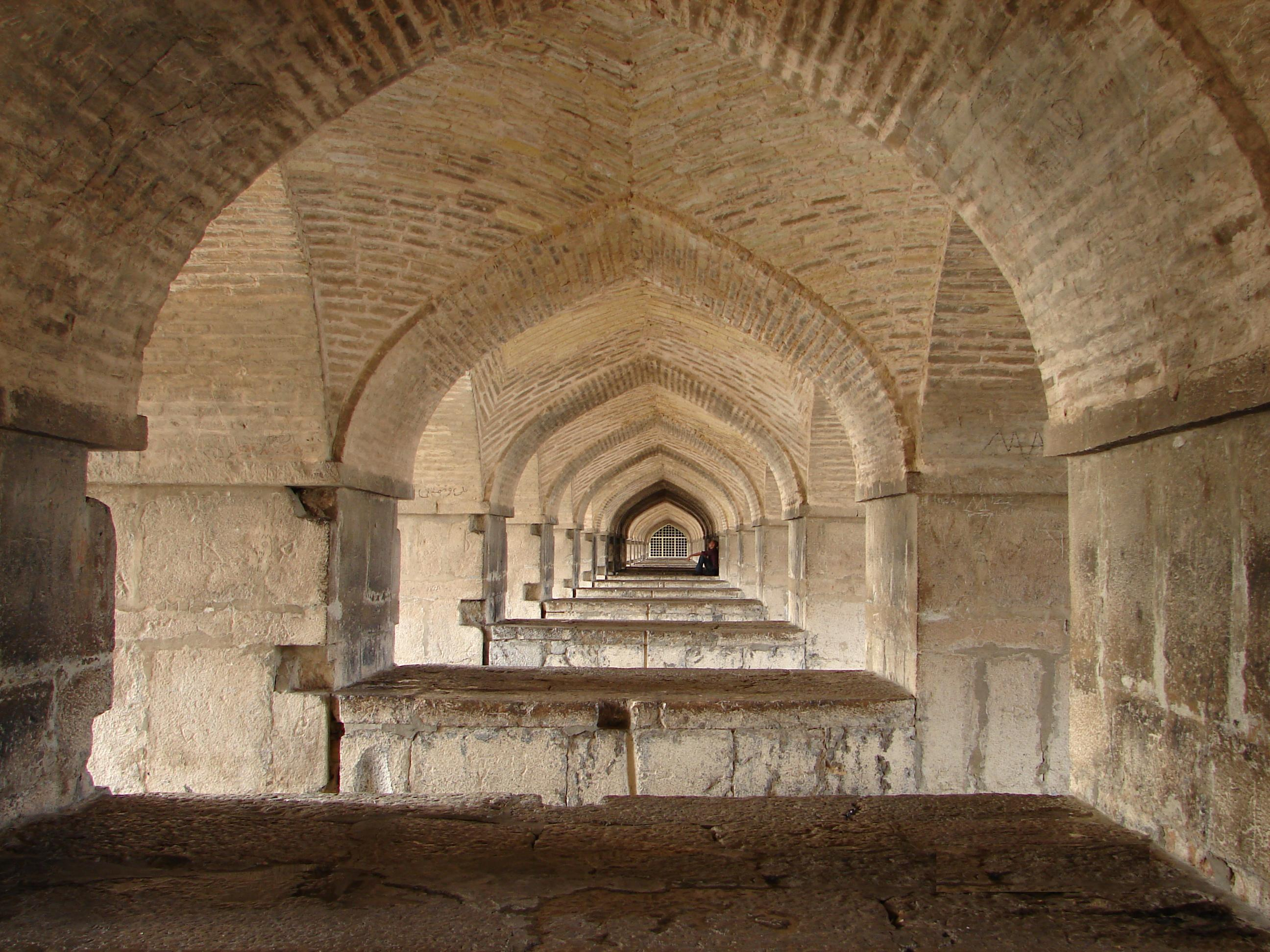
Archi del ponte Khaju

È stato costruito dal re persiano safavide, Shah Abbas II intorno al 1650, sulle fondamenta di un ponte vecchio preesistente già all'epoca di Tamerlano. Serve sia come ponte che come diga e collega il quartiere Khaju sulla riva nord con il quartiere zoroastriano oltre il fiume Zaiandè. Oltre alla sua funzione architettonica di ponte e diga, veniva in passato usato anche come edificio e come luogo per incontri pubblici. Questa struttura era originariamente decorata con piastrelle artistiche e dipinti, ed era utilizzato come sala da tè. Al centro della struttura c'è un padiglione all'interno del quale lo Shah Abbas II si sarebbe seduto per ammirare il panorama. Oggi, i resti di un sedile di pietra è tutto ciò che rimane della sedia del re. 
Questo ponte è uno dei migliori esempi di architettura persiana e dell'influenza culturale safavide in Iran. Usando le parole di Arthur Pope e Jean Chardin, il ponte Khaju è "il monumento principe dell'architettura persiana dei ponti ed è uno dei più interessanti esistenti... dove tutto è ritmo e dignità e combina nel più riuscito insieme l'utilità, la bellezza, e la ricreazione."

## Caratteristiche

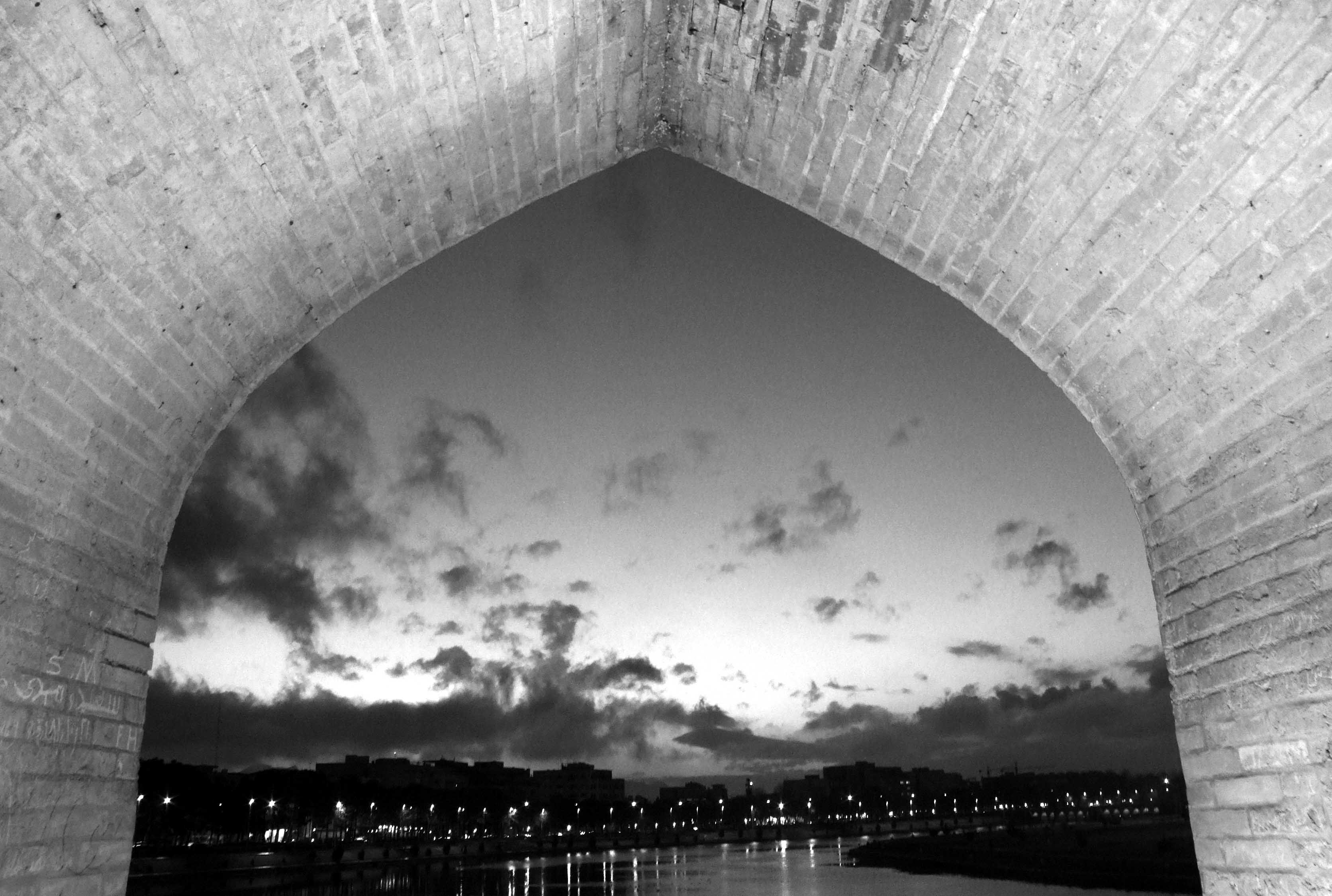
Una vista sul fiume. Il ponte è costruito per evidenziare la bellezza naturale del fiume.

Il ponte Khaju ha 24 arcate ed è lungo 110 metri e largo 12 metri. Le arcate del ponte sono larghe 7,5 metri, in mattoni e pietre con 21 più grandi e 26 più piccoli di ingresso e uscita del canale. I pezzi di pietra utilizzati in questo ponte sono lunghi oltre 2 metri e la distanza tra ogni canale e la base del soffitto è di 21 metri. Le iscrizioni esistenti suggeriscono che il ponte è stato riparato nel 1873.
Khaju è uno dei ponti che regola il flusso di acqua nel fiume perché ci sono paratoie sotto gli archi del fiume. Quando le paratoie sono chiuse, il livello dell'acqua dietro il ponte si alza in modo da facilitare l'irrigazione dei tanti giardini lungo il fiume.
Al livello superiore del ponte, il corridoio centrale era utilizzato da cavalli e carri mentre i pedoni usavano i marciapiedi sotto le arcate da entrambi i lati. I padiglioni ottagonali nel centro del ponte sia sul basso che ai lati sono punti da cui si gode di un notevole panorama. Il livello più basso del ponte è accessibile ai pedoni e continua ad essere un luogo frequentato, per passare momenti di riposo all'ombra.
Il mausoleo di Arthur Pope e della moglie Phyllis Ackerman si trova nelle vicinanze.

## Galleria d'immagini

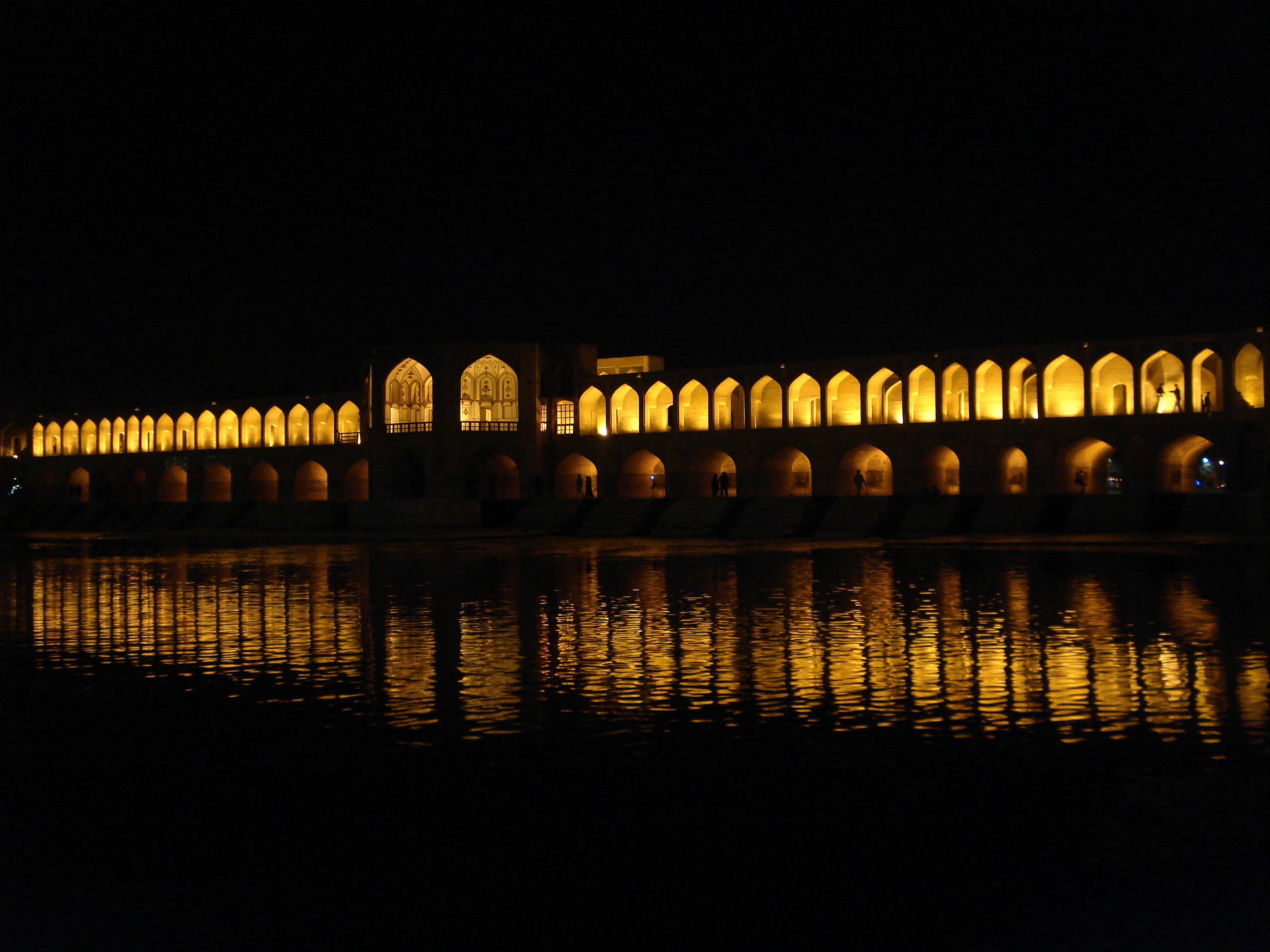
Vista panoramica del ponte di notte.
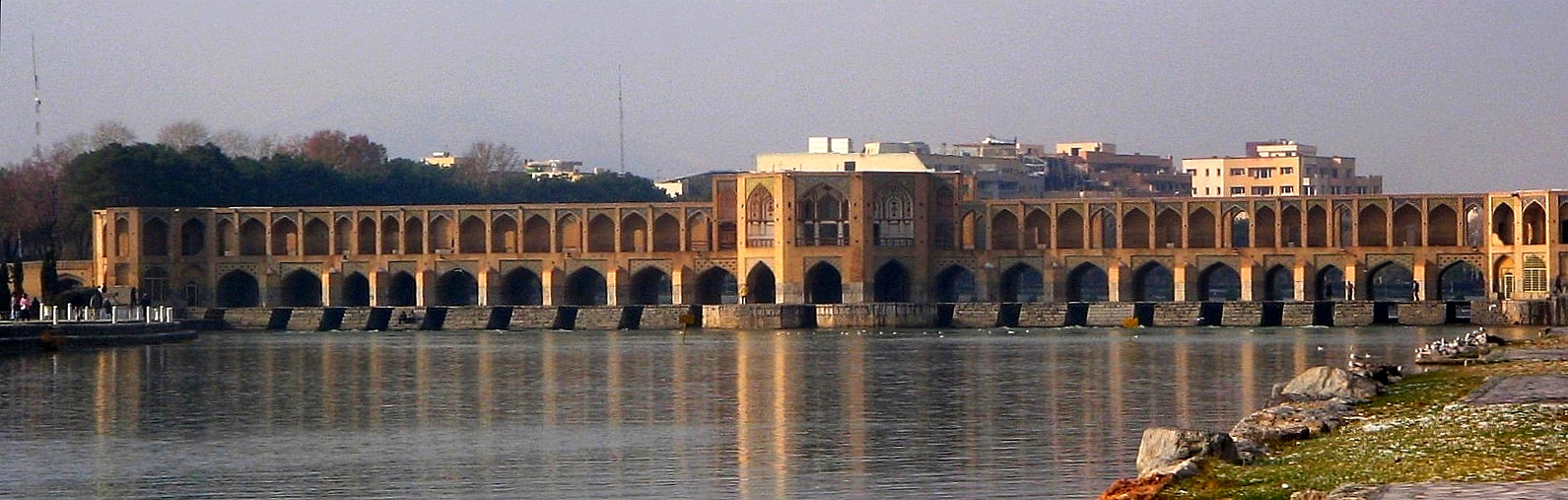
Vista panoramica del ponte durante il giorno.
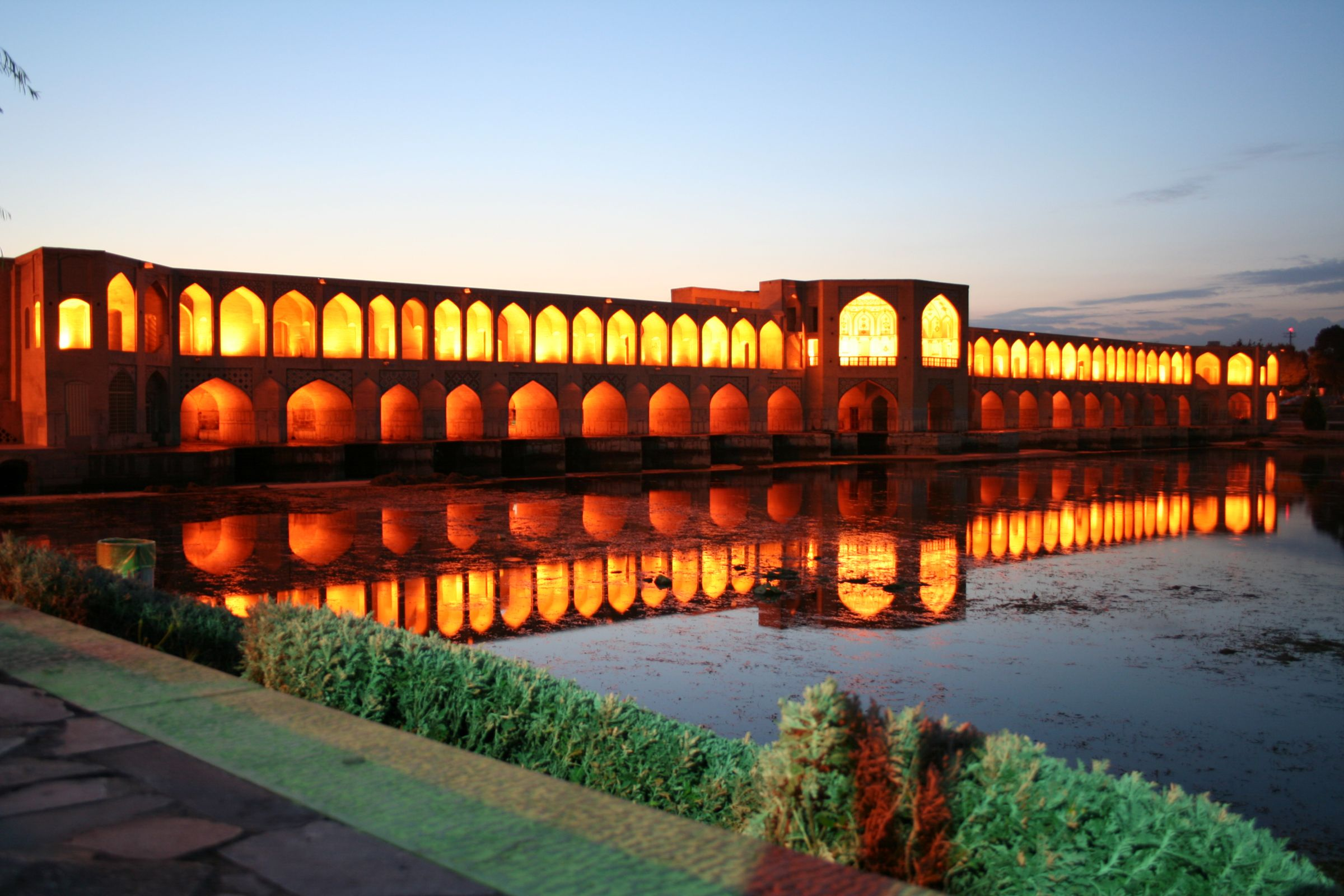
Il ponte Khaju al crepuscolo.
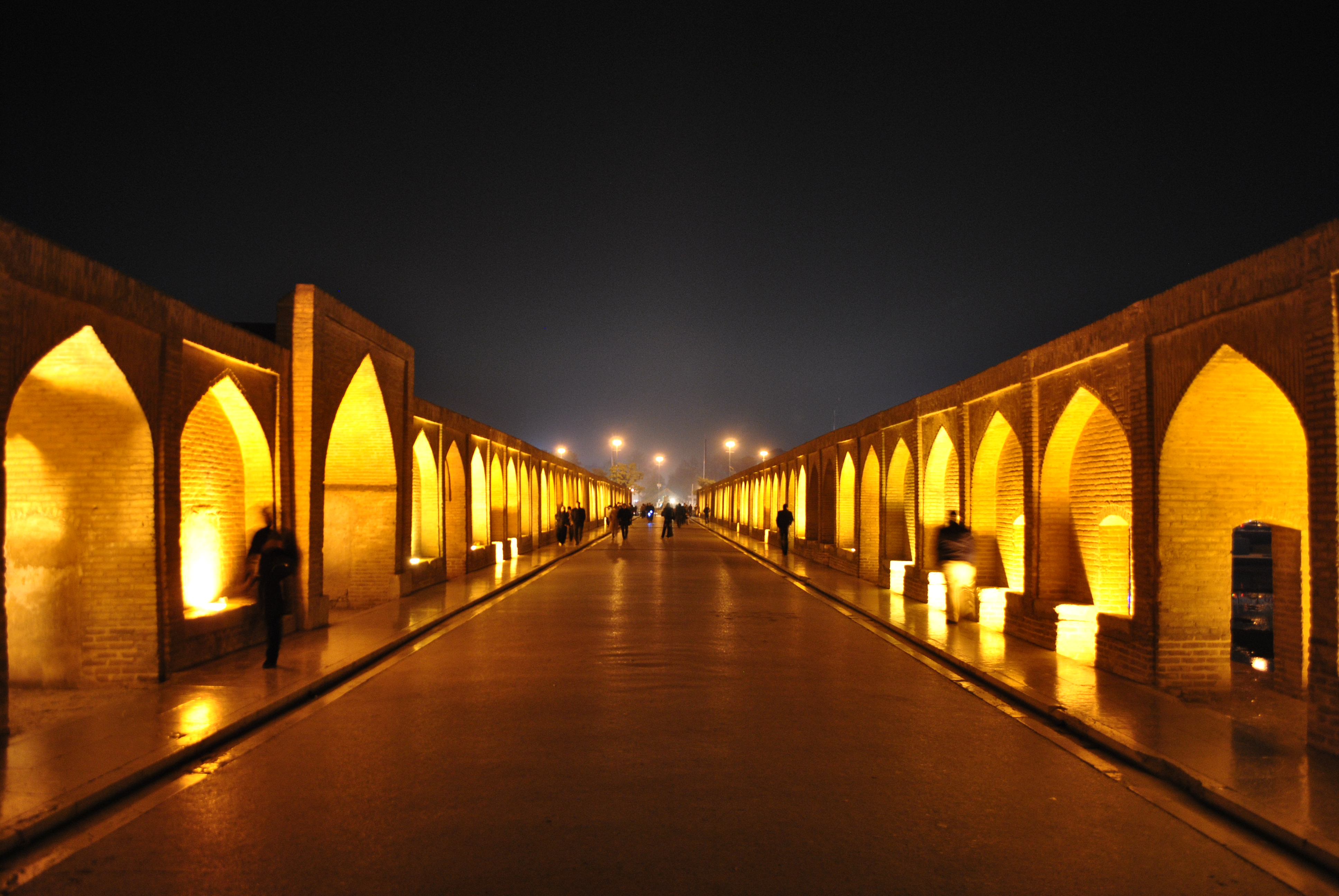
Vista sul ponte di notte.
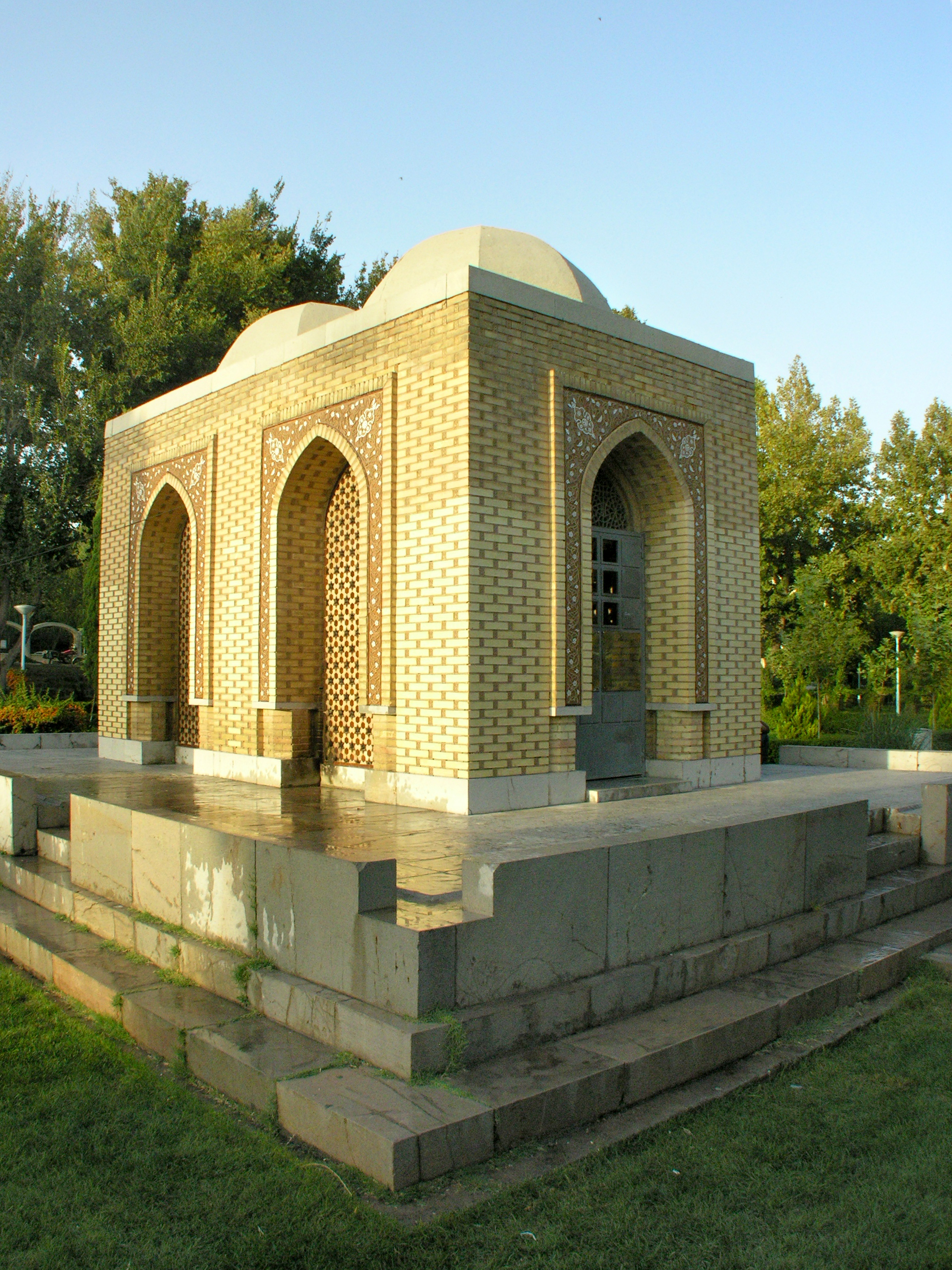
Mausoleo di Arthur Pope e Phyllis Ackerman.
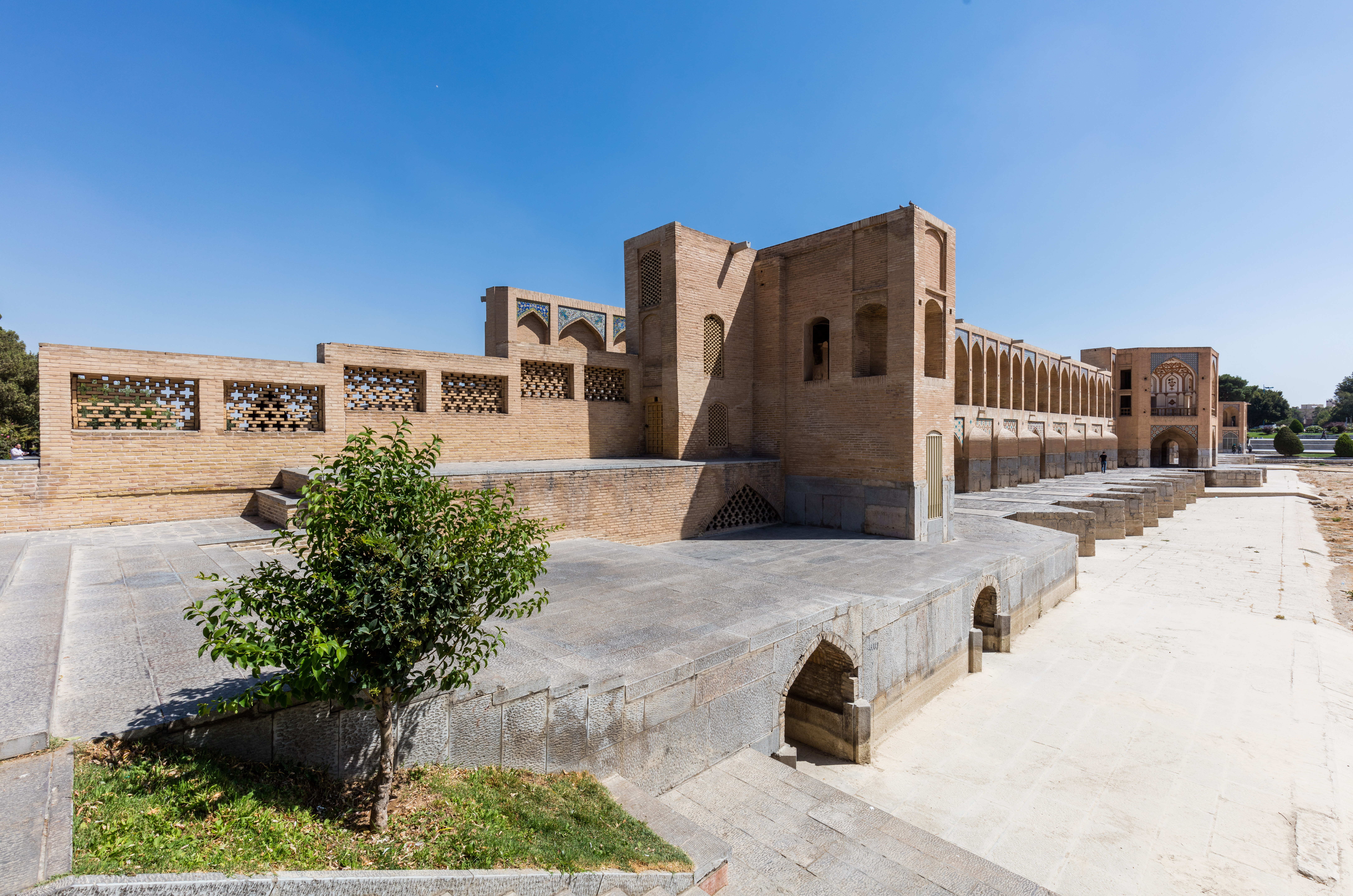
Vista laterale.
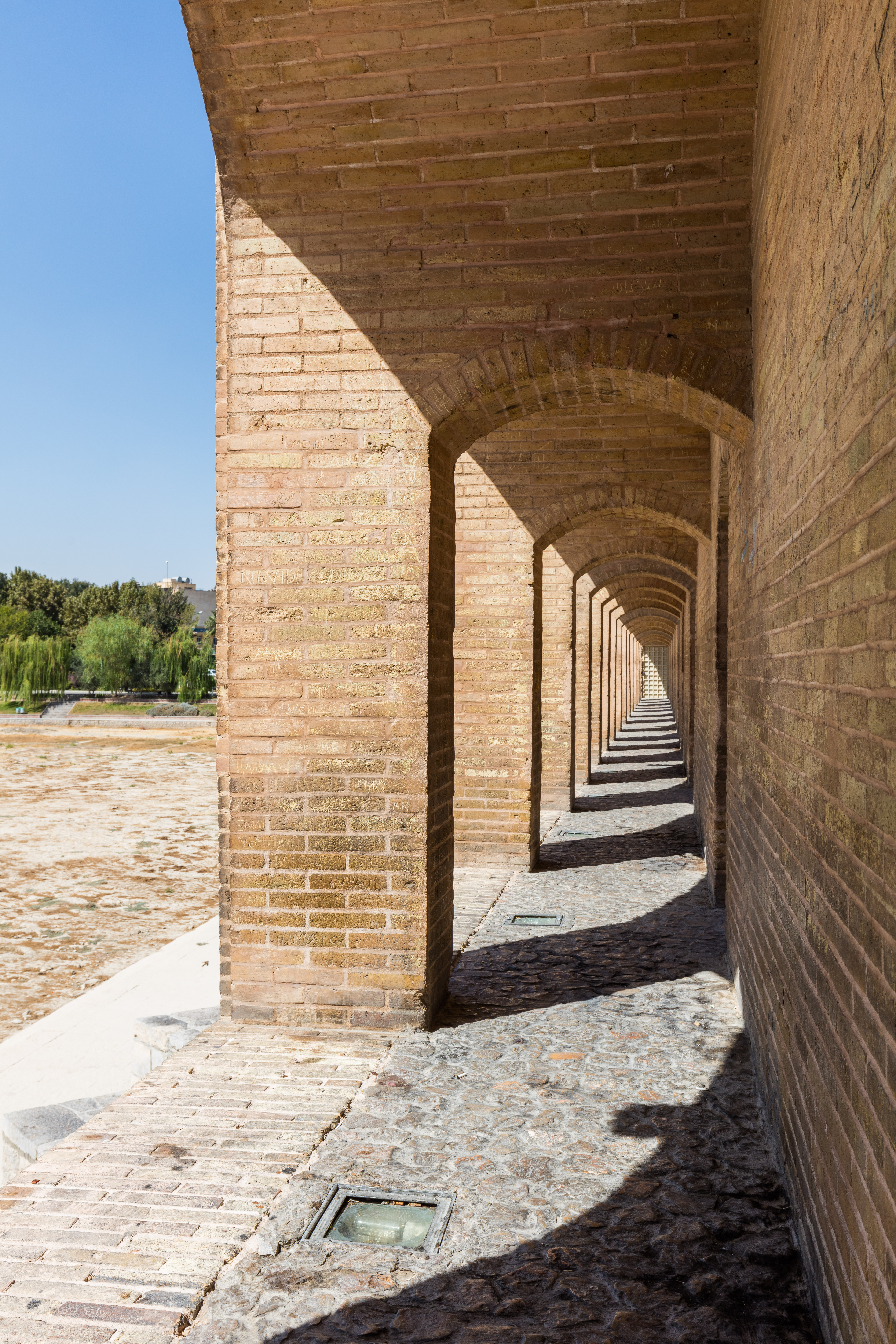
Archi.
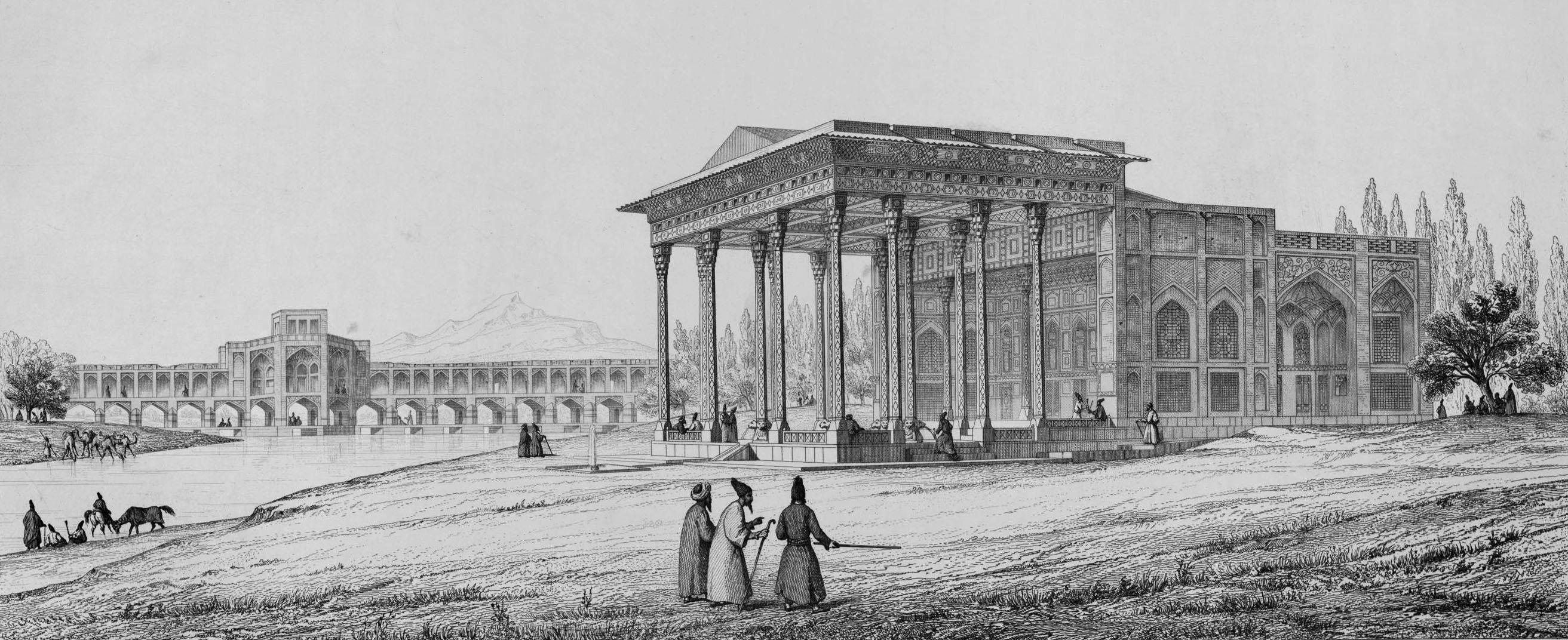
Il padiglione di Ayneh Khaneh e il ponte Khaju.
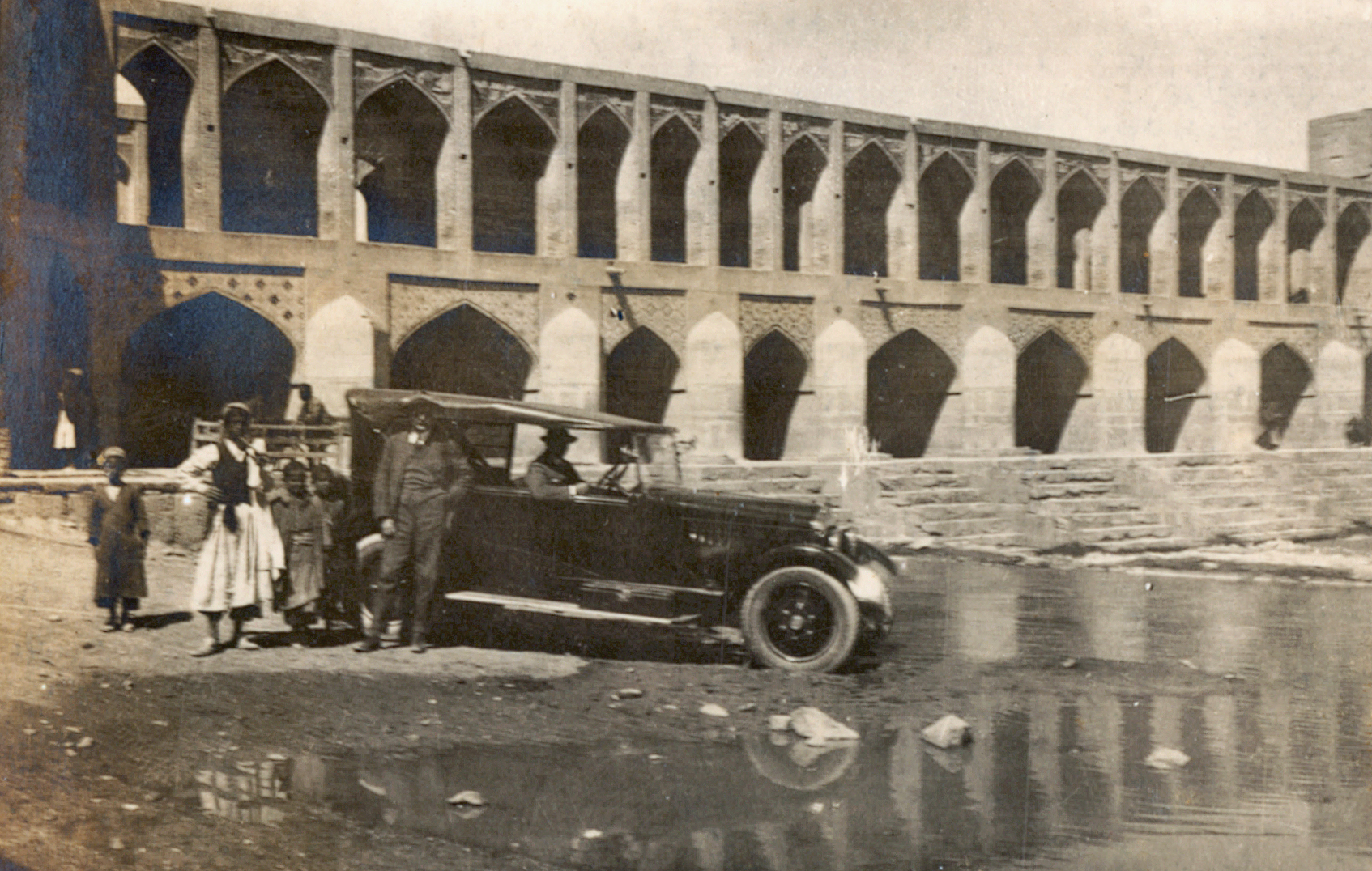
Il ponte nel XX secolo.